# Ervillers
Ervillers település Franciaországban, Pas-de-Calais megyében. Lakosainak száma 389 fő (2022. január 1.). Ervillers Boyelles, Gomiécourt, Mory, Saint-Léger, Béhagnies, Courcelles-le-Comte és Hamelincourt községekkel határos.

## Népesség
A település népességének változása:
| Lakosok száma | 402  | 403  | 409  | 399  | 396  | 392  | 391  | 390  | 389  |
|               | 2013 | 2015 | 2016 | 2017 | 2018 | 2019 | 2020 | 2021 | 2022 |